# Bogusław Schäffer
Bogusław Julien Schäffer, eller Schaeffer, född 6 juni 1929 i Lwów i Polen (numera Lviv, Ukraina), död 1 juli 2019 i Salzburg i Österrike, var en polsk kompositör, musikforskare och grafiker.

## Biografi
Efter att ha studerat violin i Opole och tagit examen i musikalisk komposition under Zdzisław Jachimecki 1953 vid Musikhögskolan i Kraków var Schaeffer en aktiv kompositör och musikalisk teoretiker. Från 1963 var han föreläsare i komposition vid Krakóws Akademi.
Schäffer var medlem av avantgardet Krakow Group, som samlade polska tonsättare med bland andra Krzysztof Penderecki. Han har givit ut flera arbeten om samtida tonsättare och modern kompositionsteknik. Hans avantgardistiska musik använder ofta stråkar i olika kombination. I hans egen omfattande produktion (ca 550 verk) ingår orkesterverk, kammarmusik, solokonserter, keyboardmusik och en opera, Monodram, opera radiowa, 65’ (1968).
Schäffer var 1963 till 1998 lärare och från 1989 professor vid Musikhögskolan i Kraków fram till 2000. Bland hans elever märks Konstancja Kochaniec. Han gav 1967-73 ut tidskriften Forum Musicum. År 1986 fick han en gästprofessur och 1989 en ordinarie professur vid Mozarteum i Salzburg, där han stannade till 2002.

## Utmärkelser
Schäffer har vunnit
- 1959 - 2:a pris på Grzegorz Fitelberg-konkurrensen i Katowice för Monosonata för 24 solon stråkinstrument
- 1962 - pris vid Artur Malawski-konkurrensen i Kraków för Musica IPSA
- 1964 - 2:a pris på Fitelberg-konkurrensen om Little Symphony

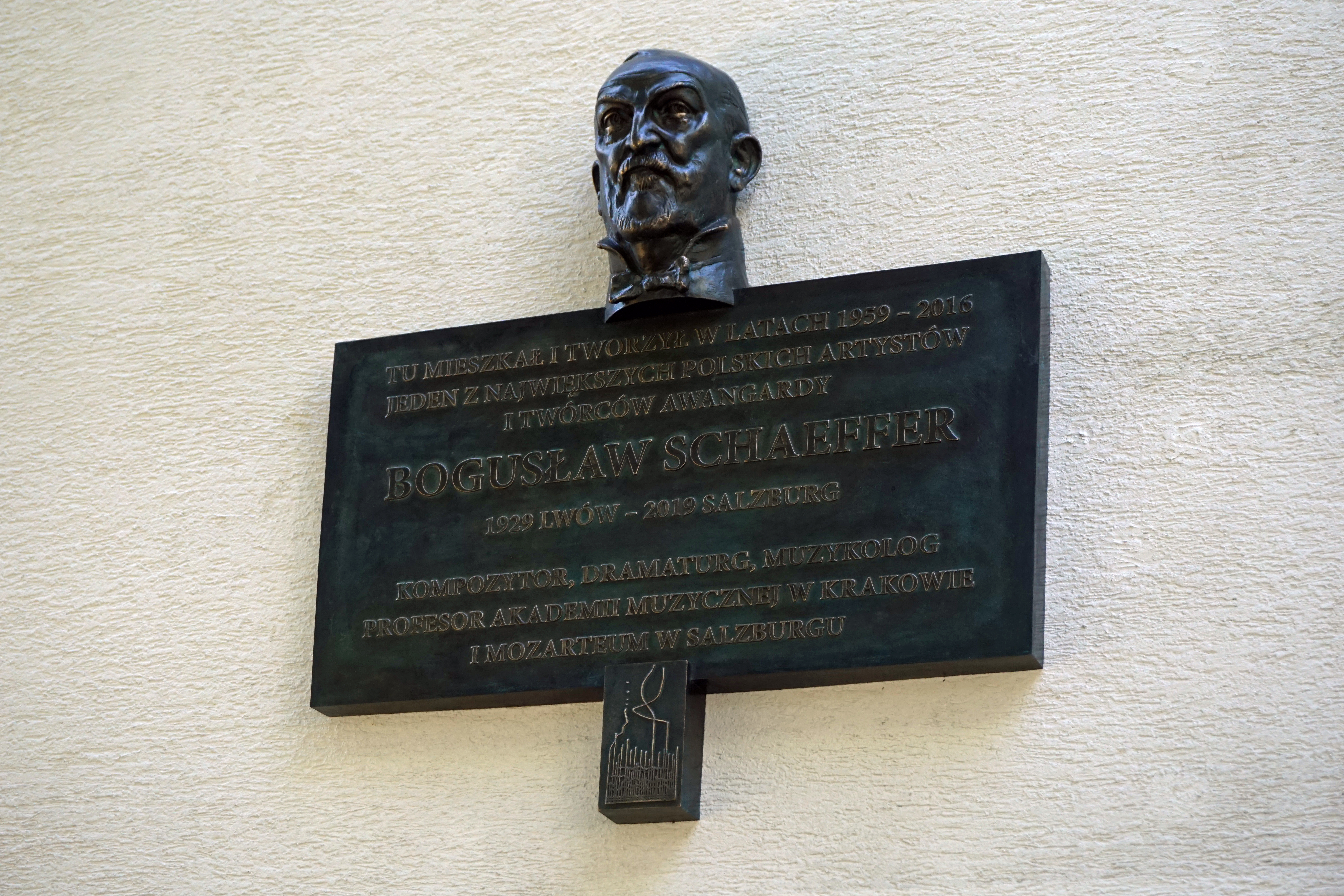
Minnestavla på bostadshuset Osiedle Kolorowe 4, där konstnären bodde och skapade. Avtäckt år 2025.

- Minnestavla på bostadshuset Osiedle Kolorowe 4, där konstnären bodde och skapade. Avtäckt år 2025.2007 - Delstaten Salzburgs stora konstpris

## Körverk
- Muzyka für Streichquartett, 1954
- Sonata na skrzypce solo, 1955
- Permutacje für 10 Instrumente, 1956
- Model I für Klavier, 1956
- Model II für Klavier, 1957
- Ekstrema für 10 Instrumente, 1957
- Kwartet smyczkowy nr 1, 1957
- Quattro movimenti (Koncert na fortepian i orkiestre nr 2), 1957
- Tertium datur, Traktat für Cembalo und Kammerorchester, 1958
- Concerto breve für Cello und Orchester, 1959
- Koncert na kwartet smyczkowy, 1959
- Monosonata für sechs Streichquartette, 1959
- Equivalenze sonore, Konzert für Perkussionsorchester, 1959
- Mala symfonia (Scultura), 1960
- Konstrukcje laczne für Streichorchester, 1960
- Concerto per sei e tre für Klarinette, Saxophon, Violine, Cello, Perkussio, Klavier und drei Orchester, 1960
- Montaggiofür sechs Musiker, 1960
- Topofonica für 40 Instrumente, 1960
- Azione a due für Klavier und elf Instrumente, 1961
- Imago musicaefür Violine und neun Begleitinstrumente, 1961
- Kody für Kammerorchester, 1961
- Model III für Klavier, 1961
- Musica für Cembalo und Orchester, 1961
- Koncert na skrzypce i orkiestre (Violinkonzert), 1961-63
- Course "J" für Jazzensemble und Kammerorchester, 1962
- Musica IPSA, 1962
- Cztery utwory für Streichtrio, 1962
- Konstrukcje für Vibraphon, 1962
- TIS MW2, metamusikalisches audiovisuelles Spektakel für Schauspieler, Pantomime, Ballerina und sechs Musiker, 1962-63
- Aspekty ekspresyjne für Sopran und Flöte, 1963
- S'Alto für Saxophon und Kammerorchester, 1963
- ModeL IV für Klavier, 1963
- TIS GK, szenische Komposition, 1963
- Music for MI für Stimme, Vibraphon, sechs Erzähler, Jazzensemble und Orchester, 1963
- Collage and Form für acht Jazzmusiker und Orchester, 1963
- Kwartet smyczkowy nr 2, 1964
- Collage für Kammerorchester, 1964
- Symfonia: muzyka elektroniczna für Tonband, 1964
- Kwartet dla dwu pianistów i dwu dowolnych wykonawców (Kwartet 2+2), 1965
- Model V für Klavier, 1965
- Przeslanie für Cello und zwei Klaviere, 1965
- Howl, Monodram für Erzähler, zwei Schauspieler, Instrumental- und Darstellerensemble, 1966
- Kwartet na obój i trio smyczkowe, 1966
- Trio na flet, harfe, altówke i tasme, 1966
- Koncert na fortepian i orkiestre, 1967
- Media für Stimme und Instrumente, 1967
- Symfonia: muzyka orkiestrowa, 1967
- Koncert na tasme, 1968
- Koncert jazzowy für Jazzensemble, Bläser und Streicher, 1969
- Trio na fortepian, skrzypce i wiolonczele, 1969
- Heraklitiana für Solo und Tonband für 12 wechselnde Künstler, 1970
- Model VI für Klavier, 1970
- Teksty für Orchester, 1971
- Estratto für Streichtrio, 1971
- Model VII für Klavier, 1971
- Kwartet smyczkowy nr 3, 1971
- Mare concertino für Klavier und neun Instrumente, 1971
- Experimenta für Pianist an zwei Klavieren und Orchester, 1971
- Warianty für Bläserquintett, 1971
- Sgraffito für Flöte, Cello, Cembalo und zwei Klaviere, 1971
- Konfrontacje für Soloinstrument und Orchester, 1972
- Model VIII für Klavier, 1972
- Hommage à Czyzewski für Schauspielensemble und Musiker, 1972
- Koncert na trzy fortepiany, 1972
- Bergsoniana für Sopran, Flöte, Klavier, Horn, Kontrabass und Tonband, 1972
- Blues no. 1 für zwei Klaviere und Tonband, 1972
- Sny o schaefferze für Musikerensemble, 1972
- Blues no. 2 für Instrumentalensemble, 1972
- Free Form no. 1 für fünf Instrumente, 1972
- Free Form no. 2 (Evocazioni) für Kontrabass, 1972
- Symfonia w 9 czesciach für Orchester und sechs Soloinstrumente, 1973
- Kwartet smyczkowy nr 4, 1973
- aSa für Klavicord, 1973
- tentative music für 1, 5, 9, 15, 19, 59 oder 159 Instrumente, 1973, 2004
- Open Music no. 2 für Klavier und Tonband, 1975
- Open Music no. 3 für Klavier und Tonband, 1975
- Uwertura Warszawska (Harmonie i kontrapunkty I) für Orchester, 1975
- Missa Elettronica für Knaben- oder gemischten Chor und Tonband, 1975
- Romuald Traugutt (Harmonie i kontrapunkty II) für Orchester, 1976
- Model IX für Klavier, 1976
- Spinoziana für Musikerensemble, 1977
- Model X für Klavier, 1977
- Gravesono für Bläserensemble und Perkussion, 1977
- Blues no. 3 für zwei Klaviere, 1978
- Vaniniana für zwei Schauspieler, Sopran, Klavier, Cello und Elektronik, 1978
- Kesukaan für 13 Streicher, 1978
- Miserere für Sopran, gemischten Chor, Orchester und Tonband, 1978
- Heideggeriana für elf Instrumente, 1979
- Jangwa für Kontrabass und Orchester, 1979
- Maah für Orchester und Tonband, 1979
- Te Deum für Stimme, Vokalensemble und Orchester, 1979–2000
- Berlin '80/I (Tornerai) für Klavier, Elektronik und Tonband, 1980
- Berlin '80/II (In jener Zeit) für Klavier, Elektronik und Tonband, 1980
- Koncert na kwartet saksofonowy, 1980
- Oktet für Blasinstrumente und Kontrabass, 1980
- Entertainment Music für Blasorchester und Perkussion, 1981
- Five Introductions and an Epilogue für kleines Kammerorchester, 1981
- Model XI (Ngazi) für Klavier, 1981
- Addolorato für Violine und Tonband, 1981
- Teatrino Fantastico für Schauspieler, Violine und Klavier, Multimedia und Tonnband, 1983
- Stabat Mater für Sopran, Alt, gemischten Chor, Violine und Orgel, 1983
- Gasab für Violine und Klavier, 1983
- Open music no. 4 für Klavier und Tonband, 1983
- Koncert na gitare i orkiestre 1984
- Model XII (Machar) für Klavier, 1984
- Koncert na akordeon i orkiestre, 1984
- Koncert na organy, skrzypce i orkiestre (B-A-C-H), 1984
- Sonata nr 1 „Wiosna“ für Orgel, 1985
- Sonata nr 2 „Lato“ für Orgel, 1985
- Sonata nr 3 „Jesien“ für Orgel, 1986
- Schpass (Nonet) für drei Oboen, 1986
- Kwaiwa für Violine und Computer, 1986
- missa sinfonica für Sopran, Violine, Sopransaxophon und Orchester, 1986
- Koncert na flet, harfe i orkiestre, 1986
- Kwartet smyczkowy nr 5, 1986
- Sonata nr 4 „Zima“ für Orgel, 1986
- Koncert na saksofon i orkiestre, 1986
- Model XIII (Mikrosonate) für Klavier, 1986
- Koncert na skrzypce, gasab-skrzypce, 2 oboje, rozek angielski i orkiestre, 1986
- Maly koncert na skrzypce i 3 oboje, 1987
- Free Form no. 3 für Kontrabass und Klavier, 1987
- Acontecimiento für drei Klaviere und Computer, 1988
- Model XIV (Halatsah) für Klavier, 1988
- Model XV (Sahihi) für Klavier, 1988
- Koncert podwójny na 2 skrzypiec i orkiestre, 1988
- Koncert na perkusje jazzowa, fortepian i orkiestre, 1988
- Koncert na 2 fortepiany (8 rak) i orkiestre, 1988
- Blues no. 4 für zwei Klaviere und Tonband, 1988
- Sinfonia für Orchester, 1988
- Koncert na fortepian i orkiestre nr 3, 1988-90
- Liebesblicke, Oper, 1990
- Liturgische Sätze für Solostimme, Chor und Orchester, 1991
- Kesukaan II für 13 Streicher, 1991
- Model XVI für Klavier, 1991
- Blues no. 5 für Klavier und Orchester, 1992
- Symfonia nr 6 für Orchester, 1993
- Kwartet smyczkowy nr 6, 1993
- Bewegung für Oboe, Klavier und Perkussion, 1994
- Love Song für Streichorchester, 1994
- Megasonata für Klavier, 1994
- Leopolis für Violine und Orchester, 1994
- Orchestral and Electronic Changes für verstärkte Instrumente und Orchester, 1994
- Koncert na klarnet i orkiestre, 1995
- Septet für Oboe, Bassklarinette, Cello und Perkussion, 1996
- Hommage à Guillaume Schaeffer für zwei Celli und Klavier, 1995
- Sinfonietta für Kammerorchester, 1995
- Trio na flet, altówke i gitare, 1995
- Hommage à Roman Haubenstock-Ramati für Instrumentalensemble, 1995
- OSCENOI für Klarinette, Sopran und Instrumente, 1995
- Koncert na klarnet i 5 instrumentów, 1996
- Hommage à Barbara Buczek für zwei Saxophone, 1996
- Koncert na flet i orkiestre, 1996
- Koncert na skrzypce, fortepian i orkiestre, 1997
- Symfonia nr 7 für Orchester, 1997
- Kwartet na fortepian, skrzypce, altówke i wiolonczele, 1997
- Koncert na altówke i orkiestre, 1997
- Kwartet smyczkowy nr 7, 1997
- Monophonie I für 16 Flöten, 1997
- Enigma für Orchester, 1997
- Musica dell' Avvenire für Perkussionsorchester, 1997
- Concerto da camera für 18 verschiedene Instrumente, 1997
- Monophonie II für 13 Bratschen, 1997
- Sexternus, grafische Musik für sechs Klaviere, 1998
- Max Ernst Variations für Saxophon, Akkordeon, Klavier und Computer, 1998
- Kwartet smyczkowy nr 8, 1998
- Koncert na fagot i orkiestre, 1998
- Monophonie III für 12 Oboen, 1998
- Monophonie IV für 8 Englischhörner, 1998
- Monophonie V für 12 Celli, 1999
- Monophonie VI für 17 Saxophone, 1999
- Monophonie VII für 12 Trompeten, 1999
- Kwartet smyczkowy nr 9, 1999
- Koncert na fortepian i orkiestre nr 4, 1999
- Cztery psalmy für Chor und Orchester, 1999
- Mikrosonate für Kammerorchester, 1999
- Das Leben einer Stadt für Orchester, drei Soprane und elektronische Medien, 1999
- Szesc etiud für Streichquartett, 1999
- Koncert dla dwóch saksofonistów i orkiestry, 1999
- Koncert na orkiestre kameralna, 1999
- Missa in honorem Beatae Virginis Mariae für Stimmen und Orchester, 1999
- Ave Maria für Sopran und Orchester, 1999
- Konzertstück für Cello und Orchester, 1999
- Koncert na skrzypce i orkiestre nr 3, 1999
- Ciclo für Vibraphon, 2000
- Convocationes für Orchester, 2000
- De profundis für Sopran und Kammerorchester, 2000
- Model XX (Ballada) für Klavier, 2000
- Nine Studies on Themes of Max Ernst für kleines Orchester, 2000
- Prolegomena für Kammerorchester, 2000
- SeaHarb für Saxophon und Oboe, 2000
- Si quaeris miracula für Sopran und Orchester, 2000
- Sinfonia breve für Kammerorchester, 2000
- Trio fortepianowe, 2000
- Zeitebenen für Klavier und elektronische Medien, 2000
- Dwanascie utworów (Kwartet smyczkowy nr 10) für Streichquartett, 2000
- Symphonie concertante für vier Trompeten und Orchester, 2000
- Dialog für Saxophon und Streichquartett, 2000
- Kwartet na saksofon, flet, klarnet basowy i fortepian, 2000
- Image sonore I für Flöte, Saxophon und Akkordeon, 2000
- Trois esquisses für Oboe, Saxophon und Fagott, 2000
- Sphinx für Saxophon und Klavier, 2000
- Mosaic für Fagott, 2000
- Multicadenza für Saxophon, 2000
- Quattri pezzi für Saxophon, 2000
- Baclar für Bassklarinette, 2000
- Fleurs de silence für Altsaxophon, 2000
- Image sonore II für Akkordeon, 2000
- Espedizione für Posaune, 2000
- Model XXI (Wendepunkte) für Klavier, 2000
- Diego (Humoreska) für Sopransaxophon, Klavier und Tonband, 2000
- Euphuys Josbe für Klavier, Perkussion und elektroakustische Medien, 2000
- Cantico di Zaccaria für sechs Vokalsolisten, 2001
- Dialog für Flöte und Cello, 2001
- Dwie piesni für Sopran, Flöte, Cello und Klavier, 2001
- Koncert na wibrafon i orkiestre kameralna, 2001
- Monophonie VIII für 48 Streicher, 2001
- Canti für zwei Soprane und Klavier, 2001
- Koncert na czeleste i orkiestre kameralna, 2002
- Koncert na harfe i orkiestre, 2002
- Koncert na saksofon, fortepian i orkiestre, 2002
- Kwartet smyczkowy nr 12, 2002
- Model XXVII für Klavier, 2002
- Per Violino Solo, 2002
- Petite pièce für Kontrabass-Sarusophon, 2002
- Concertino für Violine, Cello und kleines Orchester, 2002
- Fantasia für Violine, Cello und kleines Orchester, 2002
- Koncert na skrzypce solo, 2002
- Walc für Klavier, 2002
- Improvvisazione für Vokal-Instrumenntal-Ensemble, 2002
- Bewegte Stille für Klavier und Computer, 2003
- BlueS No. 6 für Klavier, Jazz-Set, Kontrabass und Chor, 2003
- Clacco für Klarinette und Akkordeon, 2003
- Deux contes(tabilités) für Violine und Klavier, 2003
- Die abstrakte Nachtigall für Saxophon, 2003
- Koncert na skrzypce i orkiestre nr 4, 2003
- Kwartet smyczkowy nr 13, 2003
- Male divertimento für Saxophon und Klavier, 2003
- Mikrotonale Ballade für vier Celli, 2003
- Model XXII für Klavier, 2003
- Model XXVIII für Klavier, 2003
- Model XXIX für Klavier, 2003
- Identity für Orchester, 2003
- Scherzo für Saxophon und Klavier, 2003
- Study für Cello und Klavier, 2003
- Trio na saksofon, fortepian i tasme, 2003
- Constellations für Horn und 9 Instrumente, 2003
- Kreuzweg 11 für Saxophon, Akkordeon, Perkussion und Viola, 2003
- Intrada für Horn, Trompete, Posaune und Tuba, 2003
- Glosas für Saxophon und Klavier, 2003
- Miniatury für Saxophon und Klavier, 2003
- Sonata für Saxophon und Klavier, 2003
- Nocturne für Cello und Klavier, 2003
- Fiato für Altsaxophon, 2003
- Organ Fantasia für Orgel, 2003
- Fabula für Schauspieler und Instrumentalensemble, 2003
- Sei studi brevi für Computer, 2003
- BlueS No. 7 (Koncert fortepianowy nr 6), 2004
- Cztery miniatury für Altsaxophon und Klavier, 2004
- Dialog für Saxophon und Klavier, 2004
- Grand Sonate für Cello, 2004
- Kompozycja für Gitarre und Akkordeon, 2004
- Koncert fortepianowy nr 5 für Klavier und 15 Vokalsolisten, 2004
- Koncert na altówke i orkiestre kameralna, 2004
- Koncert na saksofon, fortepian i orkiestre, 2004
- Koncert na saksofon i chór, 2004
- Koncert na skrzypce z towarzyszeniem wieloglosowego chóru, 2004
- Kwartet smyczkowy nr 14, 2004
- Model XXIII für Klavier, 2004
- Model XXIV für Klavier, 2004
- Pezzo capriccioso für Harfe, 2004
- Quartett für Saxophon, Klavier, Kontrabass und Perkussion, 2004
- Short Sonata für Saxophon und Klavier, 2004
- Sonata na skrzypce i harfe, 2004
- Kwartet smyczkowy nr 11, 2004
- Colloquy für Cello und Vibraphon, 2004
- Divertimento für Saxophon und Klavier, 2004
- Poema tenero für Violine und Vibraphon, 2004
- EsseH für Englischhorn, 2004
- Fantasie-Impromptu für Klavier, 2004
- Model XXV (Phases) für Klavier, 2004
- Evocationes rythmiques für Klavier, 2004
- Model XXVI (Capriccio) für Klavier, 22004
- Poème für Klavier, 2004
- Fragment III für zwei Schauspieler, Kammerensemble und elektronische Medien, 2005
- Koncert fortepianowy nr 6, 2005
- Koncert fortepianowy nr 7, 2005
- Koncert na trabke i orkiestre kameralna, 2005
- Kwartet smyczkowy nr 15 (Mosaics), 2005
- Model XXX für Klavier, 2005
- OSCENOI für Stimme, Klavier, Kammerensemble und elektroakustische Medien, 2005
- Sonata na wiolonczele i fortepian, 2005
- Panorama für Orchester, 2005
- Duodecet für 122 Celli, 2005
- Koncert na orkiestre perkusyjna für 8 Perkussionisten, Klarinette, Klavier, Violine und Kontrabass, 2005
- Koncert kontrabasowy nr 2 für Kontrabass und Kammerorchester, 2005
- Time Sequences für Flöte, Streichquartett und Kontrabass, 2005
- Rituals für Ensemble, 2005
- Kwartet na cztery wiolonczele, 2005
- Avec une expression intense für Oboe. Posaune, Cello und Klavier, 2005
- Salzburg Spectres für 5 Bratschen, 2005
- Notturno für Violine, Bassklarinette und Vibraphon, 2005
- Trio smyczkowe, 2005
- Duo für Violine und Posaune, 2005
- Duetto für Flöte und Cello, 2005
- Raccontino für Marimbaphon, 2005
- Sonata dell'avenire für Cello, 2005
- Model XXXII (Horoholina) für Klavier, 2005
- Model XXXIII für Klavier, 2005
- Speravimus in te für Sopran, Klarinette und Klavier, 2005
- Koncert klarnetowy nr 2 "Baclars für Bassklarinette, Klarinette, Altsaxophon und Kammerorchester mit elektronischen Medien, 2006
- Koncert na puzon i orkiestre kameralna, 2006
- Kwartet na cztery altówki, 2006
- Kwartet smyczkowy nr 16 (Avec une légèreté fantastique mais précise), 2006
- Model XXXI für Klavier, 2006
- Wielka Sonata für Klavier und elektronische Medien, 2006
- Koncert na marimbafon i orkiestre kameralna, 2006
- Koncert skrzypcowy nr 5 für Violine und Frauenchor, 2006
- Koncert wiolonczelowy nr 2 für Cello und Kammerorchester, 2006
- Sonata na troje skrzypiec, wiolonczele i fortepian, 2006
- Sekstet smyczkowy, 2006
- Trio fortepianowe, 2006
- Model XXXIV (Salzburg Spectres) für Klavier, 2006
- Quattro poesie für Sopran und Instrumente, 2006